# Morinaga
Il principe Morinaga o Moriyoshi (護良親王?, Morinaga Shin'nō) (12 agosto 1308 – 23 luglio 1335) era figlio dell'imperatore Go-Daigo e di Minamoto no Chikako.

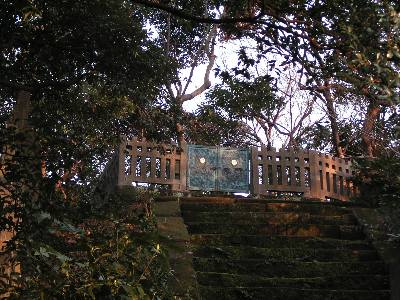
La tomba del principe Morinaga.

Morinaga fu uno dei due shōgun (Sei-i Taishōgun) del Giappone durante la restaurazione Kenmu (1333-1336), un breve periodo di ripristino del potere imperiale intercorso tra la caduta dello shogunato Kamakura (1185-1333) e l'ascesa dello shogunato Ashikaga (1336-1573). Il suo titolo era  (大塔宮?, Daitō no miya). I caratteri che compongono il nome di Morinaga possono essere letti anche Moriyoshi, l'altro nome con cui il principe è noto.
All'età di 18 anni, venne nominato dal padre abate del tempio Enryaku-ji del monte Hiei, presso Kyoto. Con lo scoppio della guerra Genkō, mediante la quale Go-Daigo riuscì ad abbattere lo shogunato Kamakura, Morinaga lasciò il tempio e si unì, nella provincia di Kii, alle forze imperiali comandate dal samurai Kusunoki Masashige. Assieme difesero le fortezze di Akasaka e Chihaya dall'assedio delle truppe dello shogunato. L'eroica resistenza ed il coraggio dimostrato contribuirono ad attirare alla causa imperiale una larga fascia di guerrieri. La guerra si concluse nel 1333, con la vittoria delle forze imperiali, quando il generale Nitta Yoshisada condusse le sue truppe ad espugnare Kamakura, la capitale dello shogunato, ed il generale Ashikaga Takauji, comandante delle truppe dello shogunato, passò dalla parte degli imperiali e conquistò Kyoto.
Ebbe allora inizio il breve periodo chiamato restaurazione Kenmu, con cui il sovrano tentò di restituire alla casa imperiale l'influenza politica perduta da secoli. Morinaga fu nominato shōgun nel 1334, un atto che destò le gelosie dei capi del clan Ashikaga, che in qualità di generali dell'esercito e di discendenti del clan Minamoto, erano convinti che tale incarico spettasse a Takauji. A ciò si unì un grave ritardo nella ridistribuzione dei feudi tra i clan vincitori ed altri provvedimenti autoritari dell'imperatore Go-Daigo, che diffusero ulteriore malcontento tra i samurai.
La situazione precipitò verso l'autunno, quando Ashikaga Takauji accusò Morinaga di aver complottato contro di lui. Il principe fu arrestato e successivamente esiliato da Kyoto a Kamakura dove fu confinato nel tempio Tokoji (o in una grotta nelle vicinanze secondo altre fonti). La città era sotto il controllo del fratello di Takauji, Ashikaga Tadayoshi.
Alcuni mesi dopo le forze rimanenti del clan Hōjō, l'ultima sacca di resistenza del vecchio shogunato, attaccarono la città di Kamakura, costringendo alla fuga le truppe fedeli all'imperatore comandate da Tadayoshi che, nella confusione e non sapendo cosa fare del prigioniero, diede ordine di decapitare Morinaga il 23 luglio del 1335.
In corrispondenza delle rovine del tempio Tokoji, fu eretto per volere dell'imperatore Meiji nel 1869 il santuario di Kamakura-gu, in memoria di Morinaga.